# Alex-Dias Ribeiro
Alex-Dias Ribeiro (Belo Horizonte, 7 novembre 1948) è un ex pilota automobilistico brasiliano che ha corso anche in Formula 1.
Si tratta di uno dei molti piloti brasiliani che tentarono la carta della F1 negli anni settanta, sulla scia del successo di Emerson Fittipaldi. Fervente credente, corse con la scritta Jesus Saves ("Gesù salva") applicata a grandi caratteri sulla vettura.

## Carriera

Ribeiro al Gran Premio d'Italia 1977.

Dopo aver iniziato la propria carriera nelle formule minori, nel 1976 fece il proprio debutto nel campionato europeo di Formula 2, con la March. Durante la stagione ottenne quattro podi e concluse al quinto posto in classifica. Lo stesso anno si registrò anche la sua prima apparizione alla guida di una Hesketh in Formula 1, in occasione del Gran Premio degli Stati Uniti.
L'anno seguente prese parte al campionato 1977 della massima serie automobilistica, sempre con la March. Contemporaneamente continuò a gareggiare in Formula 2, a cui si dedicò completamente nel 1978, anno in cui ottenne la sua unica vittoria nella competizione, in una stagione avara di soddisfazioni.
L'ultima apparizione di Ribeiro in Formula 1 avvenne nel 1979, quando fallì la qualificazione nelle ultime due gare della stagione, alla guida di una Fittipaldi.
A partire dal 1999, e per alcuni anni, è stato il pilota della medical car durante i gran premi di Formula Uno.
In occasione del Warm-up del Gran Premio del Brasile 2002, mentre stava soccorrendo il pilota della Arrows Enrique Bernoldi alla curva S do Senna, non s'accorse dell'arrivo della Sauber di Nick Heidfeld, la quale urtò la portiera aperta dell'auto medica parcheggiata dallo stesso Ribeiro; entrambi ne uscirono illesi.

## Risultati F1
| 1976 | Scuderia | Vettura |  |  |  |  |  |  |  |  |  |  |  |  |  |  |    |  |  | Punti | Pos. |
| ---- | -------- | ------- |  |  |  |  |  |  |  |  |  |  |  |  |  |  | -- |  |  | ----- | ---- |
| 1976 | Hesketh  | 308D    |  |  |  |  |  |  |  |  |  |  |  |  |  |  | 12 |  |  | 0     |      |

| 1977 | Scuderia | Vettura |     |     |     |     |    |    |    |    |    |    |   |    |    |    |    |   |    | Punti | Pos. |
| ---- | -------- | ------- | --- | --- | --- | --- | -- | -- | -- | -- | -- | -- | - | -- | -- | -- | -- | - | -- | ----- | ---- |
| 1977 | March    | 761B    | Rit | Rit | Rit | Rit | NQ | NQ | NQ | NQ | NQ | NQ | 8 | NQ | 11 | NQ | 12 | 8 | 12 | 0     |      |

| 1979 | Scuderia   | Vettura |  |  |  |  |  |  |  |  |  |  |  |  |  |    |    |  |  | Punti | Pos. |
| ---- | ---------- | ------- |  |  |  |  |  |  |  |  |  |  |  |  |  | -- | -- |  |  | ----- | ---- |
| 1979 | Fittipaldi | F6      |  |  |  |  |  |  |  |  |  |  |  |  |  | NQ | NQ |  |  | 0     |      |

| Legenda | 1º posto     | 2º posto | 3º posto    | A punti         | Senza punti/Non class.  | Grassetto – Pole position Corsivo – Giro più veloce |
| Legenda | Squalificato | Ritirato | Non partito | Non qualificato | Solo prove/Terzo pilota | Grassetto – Pole position Corsivo – Giro più veloce |